# Air Canada
Air Canada je národní a největší letecká společnost Kanady. Založena byla v roce 1936. Poskytuje pravidelné i charterové lety pro přepravu cestujících i nákladu do 178 destinací. V pořadí největších aerolinek podle počtu destinací jde o osmého největšího dopravce na světě. V roce 1997 se stala zakládajícím členem Star Alliance. Největší základnou Air Canada je Pearsonovo mezinárodní letiště Toronto v Mississauze. Ústředí má společnost v Montrealu.
Kanadské národní aerolinky vznikly rozhodnutím vlády založit v roce 1936 Trans-Canada Airlines. Roku 1938 realizovaly svůj první transkontinentální let. V roce 1965 byla společnost přejmenována na Air Canada. Po deregulaci letecké dopravy v Kanadě v 80. letech byla společnost roku 1988 privatizována. V roce 2001 pohltila svého největšího rivala Canadian Airlines. Během roku 2006, kdy společnost slavila 70 let od svého založení, přepravila 34 milionů pasažérů.
Na dlouhých tratích Air Canada provozuje letouny Airbus A330, Boeing 767 a Boeing 777, na střední a krátké tratě nasazuje letouny rodiny Airbus A320 a Embraer E-Jet. Spolu se svými regionálními partnery vypraví Air Canada více než 1370 pravidelných letů denně.
V únoru 2017 Air Canada představila spolu s novým logem nové zbarvení letadel, které postupně obdrží všechna letadla ve flotile aerolinky. Podle dopravce nová livery sjednotí nátěr všech letadle napříč flotilou.

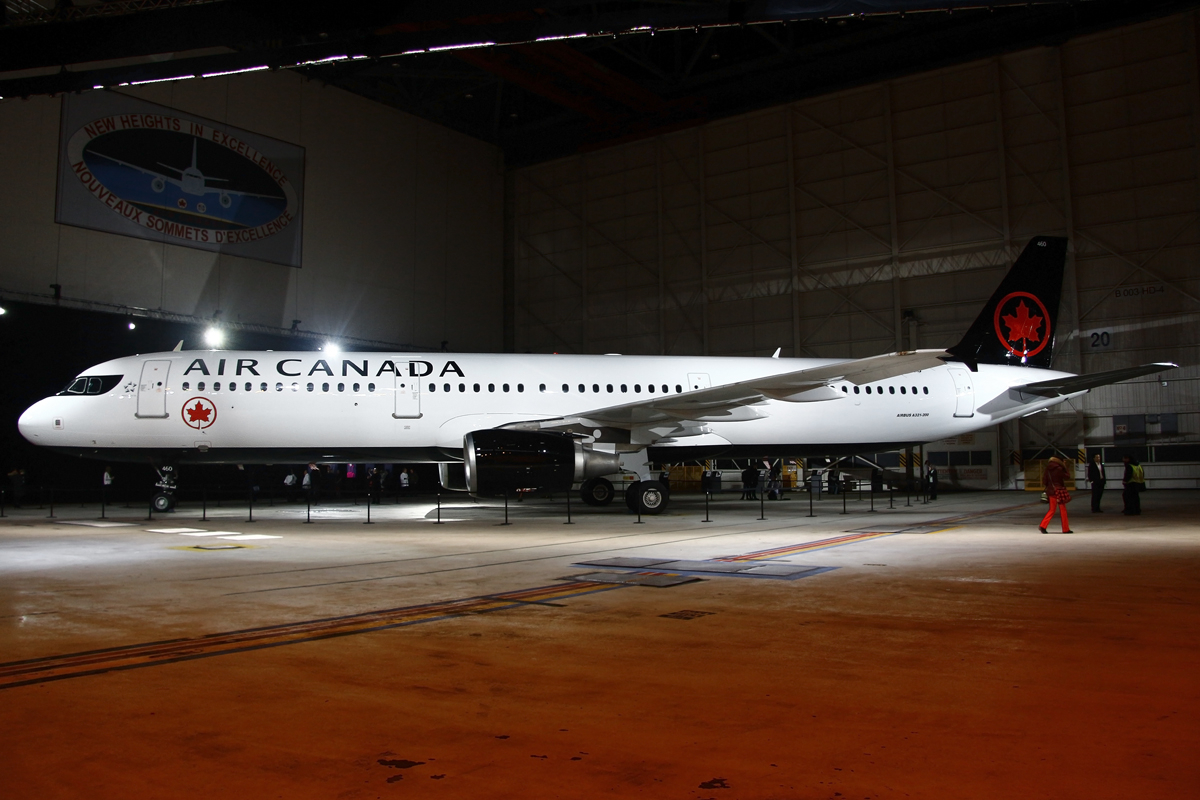
Air Canada 2017

## Flotila
Flotila společnosti Air Canada (stav k lednu 2025):

## Letecké nehody a incidenty
Tento výpis není zdaleka kompletní, obsahuje jen ty nehody, o kterých je článek na české wikipedii.
- Let Air Canada 143 – 1983, Boeing 767-200 musel kvůli došlému palivu plachtit až na letiště, kde nouzově přistal. Nehoda způsobila 10 zranění.
- Let Air Canada 759 – 2017, přistávající Airbus A320 Air Canada se málem srazil s odlétajícím letadlem